# Sho'on
En la mitología selknam, los sho'on o shó'on son los cuatro cielos del infinito en los que se divide el cosmos. Estos cielos eran concebidos como "cordilleras invisibles del infinito". A estas cordilleras se dirigía el kaspi o alma después de morir, para reunirse con las fuerzas eternas del universo.

## Kamuk
El Kamuk es el cielo del Norte. Simboliza a la primavera y al verano. Es el sho'on de origen de Kojh y su hermana Chalu.

## Kéikruk
El Kéikruk es el cielo del Sur. Se asocia al invierno. Es el sho'on de origen de Kre y sus hermanos Josh y Shéit.

## Wintek

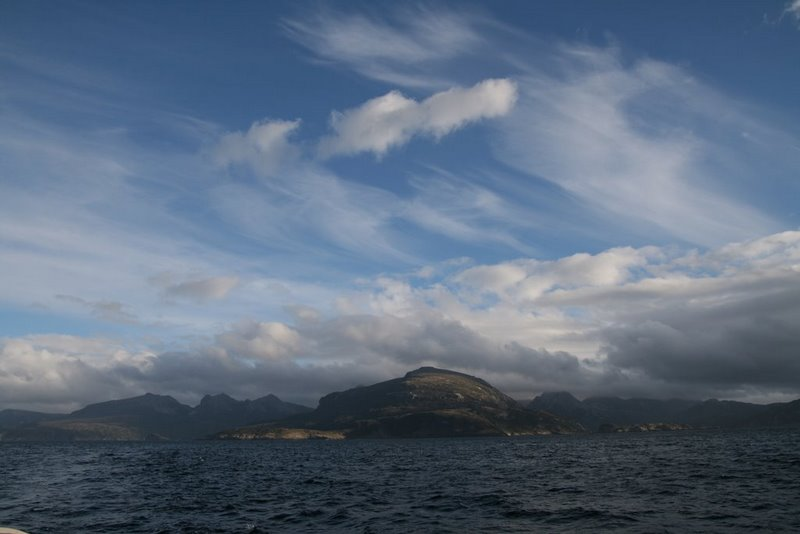
Isla de los Estados vista desde el Estrecho de Le Maire.

El Wintek es el cielo del Este. Es considerado el más importante de los cuatro sho’on, por ser el lugar de residencia de Temáukel y el origen de todo lo existente. A diferencia de los otros tres sho'on, el Wintek simbolizaba a todas las estaciones del año y, posiblemente, incluso al tiempo.
Según la creencia de los selknam y haush, el acceso al Wintek era defendido por la cordillera de la Isla de los Estados, a la cual llamaban K’oin-harri o Kéoin Hurr (Cordillera de las Raíces), la cual evocaba la muralla de una inmensa y misteriosa fortaleza.

## Kenénik
El Kenénik es el cielo del Oeste. Se asocia al otoño. Es el sho'on de origen de Kren y su hermano Shenrr.